# Alice Silverberg
Pour les articles homonymes, voir Silverberg.
Alice Silverberg, née le 6 octobre 1958, est une mathématicienne et cryptologue américaine, spécialiste de théorie des nombres et de géométrie algébrique. Elle est actuellement professeur à l'université de Californie à Irvine.

## Biographie
Silverberg commence ses études supérieures à Harvard, où elle obtient son A.B. de mathématiques summa cum laude en 1979. Elle reçoit en 1980 sa maîtrise de mathématiques à Cambridge. Elle rejoint alors Princeton où elle obtient successivement son M.A. en mathématiques (en 1981) puis son doctorat (en 1984), avec la thèse « Groupes de Mordell-Weil des variétés abéliennes polarisées génériques » sous la direction de Gorō Shimura.
Après sa thèse elle rejoint l'université d'État de l'Ohio, où elle a enseigné (assistant professor dès 1984, associate professor dès 1990, professeur dès 1996). En 2004 elle devient professeur à l'université de Californie à Irvine.
Elle a été professeur invité dans de nombreuses universités et centres de recherche industriels, parmi lesquels Xerox PARC, université Stanford, Laboratoires Bell, université d'Erlangen-Nuremberg, MSRI, université de Californie à Berkeley, université Chuo, université Harvard, Institut Henri-Poincaré (centre Émile-Borel), Institut des hautes études scientifiques, Institute for Advanced Study, Institut Max-Planck, université Macquarie et IBM (centre Thomas J. Watson à Yorktown Heights).
En 2012, elle est nommée fellow de l'American Mathematical Society.

## Travaux
Silverberg est connue pour ses contributions en cryptographie à clé publique, notamment sur les variétés abéliennes. À ce titre elle a introduit avec Karl Rubin le premier cryptosystème à base de tores algébriques, baptisé CEILIDH,. Avec Dan Boneh, elle a défini en 2003 les applications multilinéaires cryptographiques, une généralisation conjecturale de la cryptographie à base de couplages dont elle montre le potentiel et exclut un certain nombre de constructions basées sur la géométrie algébrique des variétés. La question de construire de telles applications est restée ouverte pendant 10 ans, le premier candidat étant dû à Sanjam Garg, Craig Gentry et Shai Halevi en 2013.